# Charles Delattre
Charles Delattre (* 20. Juni 1972) ist ein französischer Gräzist.
Delattre war Maître de conférences in Altgriechisch an der Universität Paris X in Nanterre. Nunmehr ist er Professor für Altgriechisch an der Universität Lille III.
Delattre arbeitet zum Zusammenhang von Mythos, Ritual und Fiktion sowie zur Überlieferung und Rezeption der griechischen Mythologie. Besonders erfolgreich war sein Handbuch der griechischen Mythologie. Weiterhin beschäftigt er sich mit der Literatur der Kaiserzeit und der Anthropologie der Antike.

## Schriften (Auswahl)
- Ps. Plutarque, Nommer le monde. Traduction et commentaire du De fluviis (= coll. Polymnie). Presses du Septentrion, Lille 2010.
- Le Cycle de l’Anneau, de Minos à Tolkien (= coll. L’Antiquité au Présent). Belin, Paris 2009.
- Mythe et fiction, colloque organisé à Paris X et l’ENS Ulm, 14–16 septembre 2006. Presses de Paris X Nanterre, Paris 2008.
- Manuel de mythologie grecque (= coll. Les pratiques du mythe). Bréal, Paris 2005.